# Episodi di Bang Bang Baby
La  prima stagione di Bang Bang Baby va in onda in prima visione mondiale dal 28 aprile 2022 al 31 maggio 2022 in Italia. All'inizio dovevano essere pubblicati gli ultimi 5 episodi il 19 maggio ma nello stesso giorno è stata spostata la data di pubblicazione degli episodi.
| n° | Titolo originale       | Prima TV Italia |
| -- | ---------------------- | --------------- |
| 1  | La morte non fa ridere | 28 aprile 2022  |
| 2  | Casa Barone            | 28 aprile 2022  |
| 3  | Un cuore bionico       | 28 aprile 2022  |
| 4  | Scherzi del destino    | 28 aprile 2022  |
| 5  | Game Over              | 28 aprile 2022  |
| 6  | Quello incredibile     | 31 maggio 2022  |
| 7  | Boom!                  | 31 maggio 2022  |
| 8  | Angeli                 | 31 maggio 2022  |
| 9  | Fai la mossa giusta    | 31 maggio 2022  |
| 10 | Bang! Bang!            | 31 maggio 2022  |

## La morte non fa ridere
Bussolengo, provincia di Verona, 1986. 

Alice Barone è una ragazza che è cresciuta senza padre fattole credere morto dalla madre Gabriella fino a quando la ragazza scopre che l’uomo è vivo e si trova in carcere. Alice riesce a incontrare Santo solamente grazie all’intercessione in carcere di nonna Lina che non vedeva da anni. Gabriella spiega alla figlia che le ha mentito in tutti questi anni solamente per proteggerla da Santo e dalla sua famiglia di ‘ndranghetisti.

## Casa Barone
Il politico Salvo Ferraù è scomparso dopo aver fatto saltare ai Barone l’affare della zona commerciale a Malpensa. Donna Lina si mette quindi alla ricerca di ‘U Damerino  anche per non scontentare Don Carmine Schioppa arrivato apposta dalla Calabria con l’intenzione di festeggiare l’affare. In realtà Ferraù è stato ucciso da Santo durante una colluttazione perché il politico lo aveva scoperto a letto con la sua fidanzata Giuseppina. Alice ha avuto l’incarico  dal padre di ripulire l’appartamento e riesce a portare via il cadavere prima dell’arrivo di nonna Lina che è convinta che Ferraù sia morto e che non sia scappato con l’amante come le vuole far credere Giuseppina.

## Un cuore bionico
Donna Lina Barone e Nereo Ferraú, fratello maggiore di Salvo, continuano le ricerche di 'U Damerino e i due arrivano a litigare durante una riunione delle famiglie quando Nereo accusa Santo di aver ucciso suo fratello.

## Scherzi del destino
A fornire un alibi a Santo ci pensa Cleopatra che racconta di aver fatto sesso con lui mentre sarebbe scomparso Ferraù ma Nereo non sembra credere a questa versione e prende a pugni la ragazza ma non riesce a farsi dire la verità anche perché viene prelevato dagli scagnozzi della proprietaria del locale.

## Game Over
Al tg viene data la notizia del ritrovamento da parte di un cane di un braccio di un cadavere. Giuseppina minaccia Alice di confessare tutto e la ragazza ne parla subito con il padre. Donna Lina sente Giuseppina confessarsi con Don Agostino e poco dopo la ragazza viene prelevata dalla polizia; nello stesso momento anche Alice viene portata in commissariato e l’ispettrice Ferrario prova a metterla a confronto con la moglie di Ferraù. Intervengono però sua madre Gabriella e nonna Lina riuscendo a farla liberare. 
Nel frattempo Nereo Ferraù ha riconosciuto il braccio del fratello e in ospedale cerca di uccidere Santo ma gli agenti riescono a salvarlo; nel caos generale Barone riesce a scappare dalla struttura. 
Alice e Santo decidono di far scappare Giuseppina ma Barone cambia idea ed è deciso ad ucciderla; Alice cerca di impedirlo e allora la vedova Ferraù si suicida davanti a loro sparandosi. Poco dopo l’auto di Alice e Santo viene crivellata di colpi e va a sbattere ma la ragazza si mette alla guida seminando i Ferraù.

## Quello incredibile
Alice è riuscita a portare in salvo il padre che viene medicato dal veterinario Clivio. Sarà poi Gabriella ad aiutare la figlia tenendo nascosto Salvo nella fabbrica dove lavora.

## Boom!
Alice decide di incontrare Mr Fritz, importante boss di ‘ndrangheta, il quale decide che, per salvare da morte certa il padre prima del Consiglio di Polsi, la ragazza deve recuperare un carico di armi rimasto bloccato al confine con la Jugoslavia mentre Donna Lina viene data in custodia a Nereo Ferraù. Alice riesce a recuperare le armi insieme a Rocco. Nereo intanto partecipa a uno spettacolo canoro come sosia di George Michael ma l’esibizione viene fischiata dal pubblico e il calabrese reagisce picchiando chi gli sta intorno.

## Angeli
La sfuriata di Nereo viene ripresa anche dal telegiornale e lo fa sfigurare ancora di più in famiglia mentre Assunta viene cacciata dal provino con Mago Carmelo. Dopo aver recuperato i soldi della sua compagna Belfiore nel locale di Barbarella, Nereo porta via Alice e Donna Lina diventa una furia quando viene a saperlo dal suo amichetto Jimbo. Gabriella e le colleghe protestano fuori dalla fabbrica per il rischio che l’azienda delocalizzi in Bulgaria.

## Fai la mossa giusta
Alice, sua madre Gabriella e sua nonna Lina si sono ricongiunte nella fabbrica e riescono a portare via Santo prima dell’arrivo di Nereo con l’intenzione di raggiungere la Calabria dove il Consiglio deve esprimersi sulla sorte di Santo. A una stazione di servizio Santo scappa portandosi dietro Alice perché ha paura che verrà ucciso una volta arrivato in Calabria ma la ragazza gli fa cambiare idea e i due tornano indietro. In Calabria Donna Lina si accorda con Don Ferraù per un matrimonio combinato tra Assunta Ferraù e Rocco il quale gestirà gli affari dei Barone a Milano con la benedizione di Mr Fritz. Nereo attacca Don Ferraù che gli dice che lo farà buttare fuori dalla Santa. Uscendo dalla chiesa dove si sta celebrando la processione Nereo sbatte contro la Madonna che cadendo perde la testa. Parte così la caccia all’uomo dei fedeli e nel caos generale Alice intravede l’ispettore Ferrario fuori dalla chiesa. Santo capisce che per lui è morte certa e riesce a scappare ma viene fermato dalla polizia e trova un accordo con l’ispettore Ferrario diventando testimone. La Ferrario mette al corrente Alice della scelta del padre che vuole ripartire da capo con lei e le assicura che la terrà fuori dalle indagini.

## Bang! Bang!
Alice, su richiesta della Ferrario, partecipa microfonata alla riunione del Consiglio per incastrare i boss ma l’intento fallisce. Alla sera Alice viene portata via davanti agli occhi della madre. Nel frattempo Nereo è stato allontanato dalla famiglia.
Genova, due mesi dopo. 

Alice e Santo vivono in Liguria sotto protezione ma la ragazza scappa dopo un litigio e fa una chiamata da una cabina telefonica. Successivamente, dopo essere stata "battezzata" da 'u Mintorcino, fedelissimo di Don Carmine Schioppa, spara al padre sotto casa e scappa. La scorta arriva in ritardo e due uomini, a volto coperto e armati, caricano in auto il cadavere di Santo. La Ferrario convoca Alice per capire dove sia stata in quelle ore mentre veniva ucciso il padre e lei dice di aver passato del tempo con Jimbo. Mr Fritz rivede l'agguato da una registrazione di una telecamera di sorveglianza per appurare la morte di Santo. In realtà è stata una messinscena poiché Alice non ha ucciso il padre il quale indossava un giubbotto antiproiettile ed è stato portato via da Rocco per poter ricominciare una nuova vita in gran segreto quando tutti pensano che sia morto. Alice invece si ricongiunge con la madre e può così tornare alla sua vita normale. 

Nel frattempo il matrimonio di Assunta è finito in tragedia. Nereo, che si è presentato alla cerimonia, difende la sua Belfiore da Don Ferraù che viene ucciso con una pugnalata dalla stessa Assunta.